# ブライス・キャニオン空港
ブライス・キャニオン空港 （英語: Bryce Canyon Airport）はアメリカ合衆国ユタ州ガーフィールド郡にある公営の空港で、ブライスキャニオン国立公園から北に4 kmのところに位置する。空港の所有者はガーフィールド郡である。
この空港はブライスキャニオン国立公園やグランドステアケースエスカランテ国定公園の近くにある。